# John Deere 200
Le John Deere 200 est un modèle de tracteur agricole produit par le constructeur américain John Deere.
Modèle de base de la gamme fabriquée en Europe à Mannheim et conçue pour les agriculteurs européens, le 200 n'est construit que de 1966 à 1968.

## Historique
En 1956 John Deere rachète les usines allemandes Lanz de Mannheim. Son objectif est d'y construire des tracteurs de faible et moyenne puissance mieux adaptés au marché européen que les gros modèles américains. En 1962, John Deere construit son usine française de moteurs à Saran. C'est aussi l'occasion pour le constructeur de développer son propre réseau de concessionnaires en Europe, alors que jusque là il passait par des distributeurs.
John Deere présente en 1965 une gamme de tracteurs européens dont le 200 qui affiche une puissance de 25 ch DIN. Cette série cède rapidement sa place à la gamme 20, encore plus « européanisée » et au sein de laquelle le 200 n'a pas d'équivalent.

## Caractéristiques
Le John Deere 200 est motorisé par un  moteur Diesel à deux cylindres super-carré (alésage de 98,4 mm pour une course de 92,1 mm) en ligne, à injection directe et d'une cylindrée totale de 1 400 cm3. Il développe une puissance maximale de 25 ch DIN au régime de 2 500 tr/min.
La boîte de vitesses comporte trois rapports avant et un rapport arrière dans deux gammes différentes et la vitesse maximale du tracteur est de 19,8 km.
Le 200 possède trois prises de force. À l'arrière, deux embouts différents tournent à 540 et 1 000 tr/min. Une troisième prise de force, en position ventrale, tourne à 1 000 tr/min ; elle est principalement utilisée pour entraîner une faucheuse latérale.
Outre la version standard, le constructeur propose une version « grand dégagement » dont la garde au sol est plus importante pour évoluer dans les cultures hautes grâce à des roues de plus grand diamètre.
Si les tracteurs sont généralement badgés John Deere, les exemplaires destinés au marché allemand reçoivent souvent le marquage « John Deere-Lanz », rappelant la fusion entre les deux entreprises et mettant en avant l'image de marque de Lanz.